# Mustafe Ahmed
Mustafe Ahmed (Kalabeyd, 5 oktober 1986) is een Somalisch-Nederlands voormalig voetballer. Hij speelde één wedstrijd voor BV Veendam in de Eerste divisie.

## Clubcarrière

### BV Veendam
Ahmed debuteerde op 14 december 2007 als middenvelder bij de Nederlandse eerstedivisieclub BV Veendam. Uit tegen FC Haarlem werd met hem in de basis met 3-1 verloren. Hij speelde met een amateurcontract bij Veendam. 

### Gevangenisstraf wegens verkrachting
Enkele dagen na zijn debuut voor de club werd Mustafe Ahmed op maandag 17 december 2007 door de politie gearresteerd. Hij werd ervan verdacht tijdens een trainingskamp in juli 2007 op het Duitse waddeneiland Borkum een vrouw verkracht te hebben. Uit de DNA-test kwam hij naar voren als hoofdverdachte. De officier van Justitie in Assen eiste op 13 juni 2008 drie jaar gevangenisstraf. Op 27 juni 2008 werd bekend dat hij een celstraf van 30 maanden heeft opgelegd gekregen. In mei 2008 werd bekend dat Ahmed geen nieuw contract kreeg bij BV Veendam. Hij miste een groot deel van het seizoen omdat hij gedetineerd was. In april maakte Veendam bekend zijn amateurcontract niet te verlengen. Dit stond volgens trainer Joop Gall los van de zaak. Na zijn gevangenisstraf ging Ahmed verder als amateurvoetballer en speelde hij onder meer voor VV Roden, Velocitas 1897 en VV Groningen. 